# دوري الدرجة الأولى البوتاني 2001
دوري الدرجة الأولى البوتاني 2001 هو الموسم 16 من دوري الدرجة الأولى البوتاني. أقيم خلال الفترة 15 يوليو 2001 وحتى 19 أغسطس 2001، وأشرف على تنظيمه الاتحاد الآسيوي لكرة القدم، وفاز فيه Druk Stars FC ‏.